# Cocco mio
Cocco mio (Gros câlin) è un film del 1979 diretto da Jean-Pierre Rawson.

## Trama
Emile Cousin, uno statistico rientrato a Parigi da un viaggio in Africa, scopre che la multinazionale dove lavora è sull'orlo del fallimento; ha licenziato infatti tutti i suoi impiegati tranne cinque persone. È un uomo che vive in solitudine, non riuscendo a comunicare i suoi disagi stando in mezzo alla gente. Tutti i suoi tentativi naufragano miseramente, e decide quindi di rivolgersi a Parisi, un terapeuta per soli uomini di origini napoletane, che si fa chiamare "maestro", dalla filosofia spicciola con la quale pretende di curare i complessi.
Cousin, rincuorato dalle sue parole e affascinato dalle sue capacità di ventriloquo, conosce un'impiegata della multinazionale, Irénée; la vede una volta sola, ne rimane folgorato ma il presidente è costretto a licenziarla poiché scopre che di notte esercita la prostituzione più per aiutare il prossimo che per bisogno economico. Cousin la invita a casa sua e le propone il matrimonio: la donna sembra accettare, ma deve vedersela con uno strano ospite che staziona nell'appartamento di Cousin: un pitone al quale lui, oltre a chiamarlo col vezzeggiativo "cocco mio", impone una stretta dieta vegetariana. Ben presto l'animale inizia a combinare guai – si infila nello scarico del bagno e spaventa a morte un vicino di casa – tanto che gli altri inquilini, esasperati, firmano una petizione per mandarlo via.
Cousin, per non perdere Irénée, decide di sbarazzarsi del serpente affidandolo alle cure di artisti circensi, ma quando torna a casa scopre che la donna è andata via. Lui inizia a cercarla in ogni dove, e quando la ritrova alla Torre Eiffel lei gli dice addio per sempre, a causa dell'inconciliabilità dei loro caratteri. A Cousin non resta che tornare dal terapeuta, in odore di imbroglio ma forse l'unico a potergli ridare la chiave di una effimera felicità; costui gli porge un telefono nel quale ha registrato da ventriloquo la voce della donna amata e persa, al quale lui, una volta tornato a casa, le rivolge di continuo quelle parole d'amore che non ha saputo o voluto dirle.

## Distribuzione
Il film venne proiettato in Francia il 5 dicembre 1979, mentre in Italia ottenne il visto censura n. 74.838 del 1º marzo 1980. La lunghezza originaria di 2.700 metri venne ridotta a 2.512 metri.

## Critica
(Massimo Pepoli, Il Messaggero, 2 marzo 1980)

## Recensioni
- Tullio Kezich, la Repubblica, 5 marzo 1980
- Aurora Santuari, Paese Sera, 5 marzo 1980
- Aggeo Savioli, L'Unità, 4 marzo 1980

## Home Video
Il film è stato pubblicato per la prima volta in DVD nel febbraio del 2015 dalla Mustang Entertainment.